# Jeong Gi-dong
Jeong Gi-dong (oder auch Chung Ki-dong) (* 13. Mai 1961) ist ein ehemaliger südkoreanischer Fußballtorhüter.

## Karriere

### Klub
Er besuchte bis 1983 eine Bildungseinrichtung in Cheongju und war in diesem Jahr auch Teil des Kaders des POSCO FC, mit dem er an der Saison 1983 der K League, der ersten dieser Liga, teilnahm. Hier stand er bis 1991 im Kader, mit einer Ausnahme während seiner Militärzeit im Jahr 1984. Danach beendete er auch seine Karriere.

### Nationalmannschaft
Er bestritt insgesamt drei Spiele für die südkoreanische Nationalmannschaft und wurde auch für den Kader bei der Weltmeisterschaft 1990 nominiert. Dort kam er aber wie auch Kim Poong-joo hinter dem Stammtorhüter Choi In-young zu keinem Einsatz.